# فانا فويدو
فانا فويدو (بالإنجليزية: Vana-Võidu)‏ هي قرية تقع في إستونيا في Viljandi Parish.[بحاجة لمصدر]